# ポートビラ・フットボールリーグ
ポートビラ・フットボールリーグ（英語: Port Vila Football League）は、バヌアツの首都・ポートビラに所在するクラブチームが参加するサッカーリーグ。別名バヌアツ・プレミアディビジョン（Vanuatu Premia Divisen）。

## 概要
リーグはポートビラサッカー協会（PVFA）の管轄の下に運営されており、2016年以降、VFFナショナル・スーパーリーグには参加せず、独自のリーグ戦を行っている。PVFAはバヌアツサッカー連盟が傘下に置く地区協会の中でも最大規模の協会であり、国内の有力選手もPVFA所属のクラブに集中していることから、実質的には国内トップリーグとしての役割を担っており、国際サッカー連盟（FIFA）もこのリーグをバヌアツの最上位リーグとみなしている。
リーグはプレミアリーグ（1部）、ファースト・ディヴィジョン（2部）、セカンド・ディヴィジョン（3部）の3部制で構成されており、プレミアリーグにおいては2回戦総当たりのリーグ戦後、上位4チームで1回戦総当たりのプレーオフを行って優勝チームを決定する方式を採っており、優勝チームにはOFCチャンピオンズリーグの自動出場権が与えられる。

## 所属クラブ
2017シーズン時点
- アミカレFC
- エラコール・ゴールデンスターFC
- イフィラ・ブラックバードFC
- マウリキFC
- マウウィアFC
- シアラガFC
- タフェアFC
- ツプジ・イメレFC

## 歴代優勝クラブ
| - 1994: タフェアFC - 1995: タフェアFC - 1996: タフェアFC - 1997: タフェアFC - 1998: タフェアFC - 1999: タフェアFC - 2000: タフェアFC - 2001: タフェアFC | - 2002: タフェアFC - 2003: タフェアFC - 2004: タフェアFC - 2005: タフェアFC - 2006: タフェアFC - 2007: タフェアFC - 2008–09: タフェアFC - 2009–10: アミカレFC | - 2010–11: アミカレFC - 2011–12: アミカレFC - 2012–13: アミカレFC - 2013-14: アミカレFC - 2014-15: アミカレFC - 2016: エラコール・ゴールデンスターFC - 2017: イフィラ・ブラックバードFC - 2017-18: ツプジ・イメレFC | - 2018–19: タフェアFC - 2019–20: イフィラ・ブラックバードFC - 2020–21: ABMギャラクシーFC - 2021–22: イフィラ・ブラックバードFC |

出典：

## クラブ別優勝回数
2021-22シーズン終了時点
| クラブ                         | 優勝 | 準優勝 |
| ------------------------------ | ---- | ------ |
| タフェアFC                     | 16   | 3      |
| アミカレFC                     | 6    | 2      |
| イフィラ・ブラックバードFC     | 3    | 0      |
| エラコール・ゴールデンスターFC | 1    | 5      |
| ツプジ・イメレFC               | 1    | 1      |
| ABMギャラクシーFC              | 1    | 0      |
| シェパーズ・ユナイテッドFC     | 0    | 2      |

## VFFナショナル・スーパーリーグ
ポートビラ・フットボールリーグとは別に開催されるバヌアツの全国サッカーリーグが、VFFナショナル・スーパーリーグ（英語: VFF National Super League）である。リーグにはポートビラサッカー協会を除くバヌアツ国内7つのサッカー協会（トルバ州、サンマ州、ペナマ州、マランパ州、シェファ州、タフェア州、ルーガンビル市）各々が主催するリーグの上位チームが参加し、グループステージ、ノックアウト方式のトーナメントを経て優勝チームを決定する。また、優勝チームにはOFCチャンピオンズリーグの自動出場権が与えられる。

### 歴代優勝クラブ
※括弧内の地名は、クラブが所属するサッカー協会を示す。
| 年度 | 優勝                                  | 結果 | 準優勝                                     |
| ---- | ------------------------------------- | ---- | ------------------------------------------ |
| 2005 | タフェアFC (ポートビラ市)             | PK   | ヴァウム・ユナイテッド（ルーガンビル市）   |
| 2006 | 不明                                  | 不明 | 不明                                       |
| 2007 | 不明                                  | 不明 | 不明                                       |
| 2008 | ポートビラ・シャークス (ポートビラ市) | 4-0  | タフェア・ホーネッツ（タフェア州）         |
| 2009 | タフェアFC （ポートビラ市）           | 4-1  | ヴァウム・ユナイテッド（ルーガンビル市）   |
| 2010 | アミカレFC （ポートビラ市）           | RR   | タフェアFC（ポートビラ市）                 |
| 2011 | アミカレFC （ポートビラ市）           | RR   | タフェアFC（ポートビラ市）                 |
| 2012 | アミカレFC （ポートビラ市）           | RR   | タフェアFC（ポートビラ市）                 |
| 2013 | タフェアFC （ポートビラ市）           | 1-0  | アミカレFC（ポートビラ市）                 |
| 2014 | タフェアFC （ポートビラ市）           | 3-1  | アミカレFC（ポートビラ市）                 |
| 2015 | アミカレFC （ポートビラ市）           | 3-0  | マランパ・リバイバーズFC（ルーガンビル市） |
| 2016 | ナルクタンFC （タフェア州）           | RR   | ヴァウム・ユナイテッド（ルーガンビル市）   |

出典：